# Papiro 56
El Papiro 56 (en la numeración Gregory-Aland) designado como {\displaystyle {\mathfrak {P}}}56, es una copia antigua de una parte del Nuevo Testamento en griego. Es un manuscrito en papiro del libro Hechos de los Apóstoles y contiene la parte de Hechos 1:1.4-5.7.10-11. Ha sido asignado paleográficamente a los siglos V y VI.
El texto griego de este códice es un representante del Tipo textual alejandrino, también conocido neutral o egipcio. Kurt Aland la designó a la Categoría II de los manuscritos del Nuevo Testamento.
Este documento se encuentra en la Biblioteca Nacional de Austria (en alemán, Österreichische Nationalbibliothek o "ÖNB") (Pap. Vindob. G. 19918) en Viena.